# Sør Rondane Mountains
Sør Rondane Mountains är en bergskedja i Antarktis. Det ligger i Östantarktis. Norge gör anspråk på området. Toppen på Sør Rondane Mountains är 3 400 meter över havet.
Terrängen runt Sør Rondane Mountains är varierad. Sør Rondane Mountains är den högsta punkten i trakten. Trakten är obefolkad. Det finns inga samhällen i närheten. 